# 1936年の宝塚歌劇公演一覧
本項目では、1936年の宝塚歌劇公演一覧（1936ねんのたからづかかげきこうえんいちらん）について示す。

## 一覧
（）内は、作者または演出者名。

### 宝塚公演

#### 花組
- 1月1日 - 1月31日　宝塚大劇場
  - 『廣瀬中佐』（海野慶一）　
  - 『天狗舞』（鹽谷孝太郎）　　
  - 『ミュージック・アルバム』（白井鐡造）

#### 星組
- 1月1日 - 1月12日　宝塚中劇場
  - 『うかれねずみ』（竹原光三）　　
  - 『リセンヌ』（東信一）
  - 『吳桺子と村娘』（久松一聲）
  - 『バービイ』（中西武夫）

#### 月組
- 2月1日 - 2月29日　宝塚大劇場	
  - 『火坑』（久松一聲）
  - 『になひ文』（水田茂）
  - 『裸山の一夜』（楳茂都陸平）
  - 『ミュージック・アルバム』（白井鐡造）

#### 花組
- 2月中旬の土日祝　宝塚中劇場
  - 『雨月物語』（小野晴通）　　
  - 『時の經過』（楳茂都陸平）
  - 『人格者』（堀正旗）
  - 『竈姫』（久松一聲）

#### 雪組
- 3月1日 - 3月31日　宝塚大劇場	
  - 『黒木御所』（小野晴通）
  - 『ズッセ・ブラウト』（堀正旗）
  - 『タンホイザーの幻想』（ワグナー 原作、楳茂都陸平 振付）
  - 『寳塚忠臣蔵』（水田茂）

#### 月組
- 3月10日 - 3月25日　宝塚中劇場	
  - 『玉蟲祈願』（小野晴通）
  - 『ボア・ド・プランタン』（岡田恵吉）　　
  - 『になひ文』（水田茂）
  - 『気まぐれジュリア』（東郷静男）

#### 星組
- 4月1日 - 4月30日　宝塚大劇場	
  - 『花嫁特急』（宇津秀男）　　
  - 『桺娘』（久松一聲）
  - 『パパは居眠りがお好き』（中西武夫）　　
  - 『春のをどり<お雛番付>』（楳茂都陸平）

#### 花組
- 5月1日 - 5月31日　宝塚大劇場	
  - 『少年航空兵』（海野啓一　作、宇津秀男　演出）　
  - 『鷹ヶ峯拾遺』（小野晴通）
  - 『アルペン・ローゼ』（堀正旗）

#### 雪組
- 5月6日 - 5月26日　宝塚中劇場	
  - 『市の上人』（小野晴通）　　
  - 『エヴァグリーン』（武田喜代子）
  - 『油賣り』（岸勇　作、水田茂　演出）
  - 『ロザリータ』（東信一）

#### 月組
- 6月1日 - 6月30日　宝塚大劇場	
  - 『くさびら双紙』（坪井正直）　　
  - 『小野道風』（久松一聲）
  - 『モンテクリスト伯爵』（中西武夫）

#### 星組
- 7月1日 - 7月31日　宝塚大劇場	
  - 『明治巷談』（塩谷孝太郎）　
  - 『今様羽衣』（楳茂都陸平）　
  - 『輕騎兵と薔薇娘』（横田邦造　作、宇津秀男　演出）

#### 月組
- 7月10日 - 7月26日　宝塚中劇場	
  - 『牡丹畫譜』（小野晴通）　　
  - 『二人ホフマン』（朝島黎吉）
  - 『都車』（坪井正直）
  - 『若き日のハイネ』（加藤忠松）

#### 雪組
- 8月1日 - 8月31日　宝塚大劇場	
  - 『太夫傘』（久松一聲）
  - 『船辨慶』（水田茂）
  - 『ラ・ロマンス』（白井鐡造）

#### 星組
- 8月8日 - 8月25日　宝塚中劇場	
  - 『蓮月尼』（小野晴通）　
  - 『油壷』（吉富一郎　振付）
  - 『うかれ念佛』（竹原光三）
  - 『永遠のワルツ』（東信一）

#### 花組
- 9月1日 - 9月25日　宝塚大劇場	
  - 『汐汲五人娘』（水田茂）　　
  - 『寳塚歌舞伎双紙』（塩谷孝太郎）
  - 『ラ・ロマンス』（白井鐡造）

#### 雪組
- 9月8日 - 9月25日　宝塚中劇場	
  - 『野火』（小野晴通）　　
  - 『チューリップタイム』（加藤忠松）　
  - 『櫻宮物狂』（坪井正直　改修・振付）
  - 『ポンペリイ博士』（白井鐡造）

#### 月組
- 9月26日 - 10月31日　宝塚大劇場	
  - 『ゐねむり姫』（久松一聲）　　
  - 『女車引』（水田茂）
  - 『ゴンドリア』（東郷静男）

#### 花組
- 10月8日 - 10月28日　宝塚中劇場	
  - 『南蠻繪皿』（小野晴通）
  - 『コヴァチ大尉』（岡田恵吉　振付）
  - 『無間の鐘』（坪井正直）
  - 『ハッピー・プリンス』（加藤忠松）

#### 星組
- 11月1日 - 11月30日　宝塚大劇場	
  - 『紅日傘』（水田茂　演出）
  - 『悟空と觀音』（久松一聲）　　
  - 『バービイの結婚』（中西武夫）

#### 雪組
- 12月1日 - 12月28日　宝塚中劇場	
  - 『野狐』（坪井正直）
  - 『星空の唄』（東信一）
  - 『蘆刈』（小野晴通）
  - 『セレナーデ』（堀正旗）

### 東京公演

#### 雪組
- 1月1日 - 1月29日　東京宝塚劇場
  - 『土蜘』（塩谷孝太郎）
  - 『出埃及記』（楳茂都陸平）
  - 『賣切れ』（水田茂）
  - 『ブロンドローレ』（堀正旗）

#### 星組
- 2月1日 - 3月3日　東京宝塚劇場
  - 『御旗の松』（久松一聲）
  - 『マダム・ペイトン』（東信一）
  - 『五人道成寺』（阪東のしほ）
  - 『バービー』（中西武夫）

#### 花組
- 3月6日 - 3月31日　東京宝塚劇場
  - 『廣瀬中佐』（宇津秀男　演出）
  - 『鳥羽僧正』（坪井正直）
  - 『ミュージック・アルバム』（白井鐡造）

#### 月組
- 4月1日 - 5月3日　東京宝塚劇場
  - 『気まぐれジュリア』（東郷静男）
  - 『狐ヶ原』（竹原光三）
  - 『ミュージック・アルバム』（白井鐡造）

#### 星組
- 5月6日 - 5月31日　東京宝塚劇場
  - 『パパが居眠りがお好き』（中西武夫）
  - 『悲しき道化師』（白井鐡造）
  - 『時の經過』（楳茂都陸平）
  - 『お雛番付』（楳茂都陸平）

#### 雪組
- 6月3日 - 6月28日　東京宝塚劇場
  - 『黒木御所』（小野晴通）
  - 『タンホイザーの幻想』（ワグナー　原作、楳茂都陸平　振付）
  - 『太刀盗人』（水田茂）
  - 『ロザリータ』（白井鐡造　演出）

#### 花組
- 7月2日 - 7月29日　東京宝塚劇場
  - 『鷹ヶ峯拾遺』（小野晴通）
  - 『ズッセ・ブラウト』（堀正旗）
  - 『瓜盗人』（楳茂都陸平）
  - 『アルペン・ローゼ』（堀正旗）

#### 月組
- 8月1日 - 8月31日　東京宝塚劇場
  - 『起てよ若人』（宝塚文芸部）
  - 『若き日のハイネ』（加藤忠松）
  - 『踊り茸』（坪井正直）
  - 『モンテクリスト伯爵』（中西武夫）

#### 星組
- 9月3日 - 9月28日　東京宝塚劇場
  - 『蓮月尼』（小野晴通）
  - 『永遠のワルツ』（東信一）
  - 『今様羽衣』（楳茂都陸平）
  - 『輕騎兵と薔薇娘』（横田邦造　作、宇津秀男　演出）

#### 雪組
- 10月1日 - 10月30日　東京宝塚劇場
  - 『太夫傘』（久松一聲）
  - 『船辨慶』（水田茂）
  - 『ラ・ロマンス』（白井鐡造）

#### 花組
- 11月5日 - 11月29日　東京宝塚劇場
  - 『ハッピー・プリンス』（吉富一郎　演出）
  - 『汐汲五人娘』（水田茂）
  - 『ラ・ロマンス』（白井鐡造）

#### 月組
- 12月2日 - 12月25日　東京宝塚劇場
  - 『じゃがたら文』（小野晴通）
  - 『紅葉狩』（水田茂）
  - 『一年を語る』（東郷・白井・宇津・堀・中西　合同）

### 宝塚・東京以外の公演
- 月組　1月1日 - 1月7日　名古屋宝塚劇場
  - 『七日伯爵』（内村禄哉　演出）
  - 『竹柴道中記』（久松一聲）
  - 『裸山の一夜』（楳茂都陸平）
  - 『玉蟲祈願』（小野晴通）

- 雪組　2月8日　大阪・朝日会館

- 星組　3月5日 - 3月11日　横浜宝塚劇場

- 雪組　4月1日　神戸・阪急会館
  - 『三番叟』（久松一聲）
  - 『時の經過』（楳茂都陸平）
  - 『賣切れ』（水田茂）

- 雪組　4月3日 - 4月12日　京都宝塚劇場
  - 『手土産』（岸田辰彌）
  - 『賣切れ』（水田茂）
  - 『美はしの君』（宇津秀男　演出）
  - 『春のをどり』

- 花組　4月3日 - 4月12日　名古屋宝塚劇場
  - 『雨月物語』（小野晴通）
  - 『鳥羽僧正』（坪井正直・宇津秀男）
  - 『マリオネット』（白井鐡造）

- 雪組　5月3日　神戸・阪急会館

- 星組　10月1日 - 10月8日　名古屋宝塚劇場
  - 『蓮月尼』（小野晴通）
  - 『永遠のワルツ』（東信一）
  - 『今様羽衣』（楳茂都陸平）
  - 『輕騎兵と薔薇娘』（横田邦造　作、宇津秀男　演出）

- 花組　12月20日　大阪・中央公会堂